# الإمارات العربية المتحدة في الألعاب البارالمبية الصيفية 2012
الإمارات العربية المتحدة في الألعاب البارالمبية الصيفية 2012- شاركت دولة الإمارات العربية المتحدة في دورة الألعاب البارالمبية الصيفية 2012م ،والتي أقيمت في لندن بالمملكة المتحدة. وقد مثل دولة الإمارات العربية المتحدة في هذه الدورة 15 لاعبًا تنافسوا في ثلاث رياضات مختلفة. واستطاعوا من خلال هذه الدورة الحصول على ثلاث ميداليات متنوعة (ذهبية وفضية وبرونزية) واحتلت الإمارات العربية المتحدة وقتها المركز 64 في ترتيب الميداليات 
المشاركة الأولى لدولة الإمارات العربية المحدة في الدورات البارالمبية الصيفية(حيث أنها لم تشارك مطلقًا في الدورات البارالمبية الشتوية) كان في برشلونة عام 1992م ، وارسلت الإمارات وقتها لاعب واحد في رياضة رفع الأثقال. وشهدت دورة عام 2008 مشاركة أول عنصر نسائي إماراتي في الألعاب البارالمبية الصيفية متمثلة في اللاعبة ثريا الزعابي في رياضة رمي القرص والرمح. وعرف الإمارات طريق الميداليات البارالمبية بداية من دورة سيدني 2000م حيث حصلت الدولة على أربع ميداليات متنوعة، أكبر عدد من الميداليات حصلت عليه الإمارات كان في دورة ريو دي جانيرو بالبرازيل حيث حصلت الإمارات على سبع ميداليات متنوعة واحتلت بها أفضل مركز لها (38) في جدول رتيب الميداليات خلال مشاركاتها في الالعاب البارالمبية.

## الحائزون على الميداليات
| ميدالية | اسم               | رياضة       | حدث                                        | تاريخ    |
| ------- | ----------------- | ----------- | ------------------------------------------ | -------- |
| ذهبية   | عبد الله العرياني | إطلاق نار   | بندقية مختلطة 50 متر في وضعية الانبطاح SH1 | 4 سبتمبر |
| فضية    | محمد حمادي        | ألعاب القوى | 200 متر رجال T34                           | 4 سبتمبر |
| برونزية | محمد حمادي        | ألعاب القوى | 100 متر رجال T34                           | 8 سبتمبر |

## ألعاب القوى
سباقات المضمار والطرق للرجال
| رياضي         | حدث          | تمهيدي  | تمهيدي | لنهائي   | لنهائي   |
| رياضي         | حدث          | نتيجة   | المركز | نتيجة    | المركز   |
| ------------- | ------------ | ------- | ------ | -------- | -------- |
| محمد حمادي    | 100 متر T34  | 16.42   | 2 س    | 16.41    | الثالث   |
| محمد حمادي    | 200 متر T34  | 29.03   | 1 س    | 28.95    | الثاني   |
| محمد بني هاشم | 100 متر T53  | 16.01   | 4      | لم يتقدم | لم يتقدم |
| محمد بني هاشم | 200 متر T53  | 28.39   | 6      | لم يتقدم | لم يتقدم |
| محمد فهداني   | 100 متر T54  | 14.52   | 5      | لم يتقدم | لم يتقدم |
| محمد فهداني   | 400 متر T54  | 50.00   | 3      | لم يتقدم | لم يتقدم |
| محمد فهداني   | 800 متر T54  | 1:40.38 | 4      | لم يتقدم | لم يتقدم |
| محمد فهداني   | 1500 متر T54 | 3:13.58 | 5      | لم يتقدم | لم يتقدم |

أحداث ميدانية للرجال
| رياضي              | حدث              | مسافة | نقاط | المركز |
| ------------------ | ---------------- | ----- | ---- | ------ |
| عبد العزيز الشكيلي | دفع الجلة ف32-33 | NM    | NM   | NM     |
| أحمد الحوسني       | دفع الجلة ف32-33 | 8.89  | 800  | 7      |
| أحمد الحوسني       | رمي القرص F32-34 | 22.75 | 658  | 17     |
| محمد المهيري       | رمي القرص F32-34 | 31.58 | 696  | 16     |
| محمد المهيري       | رمي الرمح F33-34 |       | 13   |        |
| عيسى الجهوري       | رمي القرص F57-58 | 42.87 | 862  | 7      |

فعاليات ميدانية للسيدات
| رياضي         | حدث                    | مسافة | نقاط | المركز |
| ------------- | ---------------------- | ----- | ---- | ------ |
| ثريا الزعابي  | دفع الجلة ف32-33       | NM    | NM   | NM     |
| ثريا الزعابي  | رمي الرمح F33-34/52-53 |       | 11   |        |
| سهام الرشيدي  | رمي القرص F57-58       | 24.33 | 776  | 7      |
| سهام الرشيدي  | رمي الرمح F57-58       | 18.21 | 733  | 10     |
| مريم المطروشي | رمي الرمح F46          |       | 10   |        |
| سكينة البلوشي | رمية النادي F31-32/51  | 14.66 | 783  | 10     |

## رفع الأثقال
الرجال
| رياضي        | حدث     | نتيجة | المركز |
| ------------ | ------- | ----- | ------ |
| محمد خلف     | -90كجم  | DNF   | DNF    |
| أحمد البلوشي | +100كجم | NMR   | NMR    |

## الرماية
| رياضي            | حدث                                               | مؤهل  | مؤهل | أخير     | أخير     |
| رياضي            | حدث                                               | نتيجة | رتبة | نتيجة    | رتبة     |
| ---------------- | ------------------------------------------------- | ----- | ---- | -------- | -------- |
| عبدالله العرياني | بندقية 50 متر 3 أوضاع للرجال SH1                  | 1134  | 6 س  | 1229.7   | 6        |
| عبدالله العرياني | بندقية الهواء المضغوط 10 متر وقوفًا للرجال SH1     | 589   | 8 س  | 691.8    | 7        |
| عبدالله العرياني | بندقية مختلطة 50 متر في وضعية الانبطاح SH1        | 592   | 1 س  | 694.8    | الأول    |
| عبدالله العرياني | بندقية هوائية مختلطة 10 متر في وضعية الانبطاح SH1 | 597   | 23   | لم يتقدم | لم يتقدم |
| عبيد الدهماني    | بندقية 50 متر 3 أوضاع للرجال SH1                  | 1132  | 8 س  | 1225.4   | 8        |
| عبيد الدهماني    | بندقية الهواء المضغوط 10 متر وقوفًا للرجال SH1     | 587   | 13   | لم يتقدم | لم يتقدم |
| عبيد الدهماني    | بندقية مختلطة 50 متر في وضعية الانبطاح SH1        | 579   | 28   | لم يتقدم | لم يتقدم |
| عبيد الدهماني    | بندقية هوائية مختلطة 10 متر في وضعية الانبطاح SH1 | 593   | 36   | لم يتقدم | لم يتقدم |